# Lobos de Arga
Lobos de Arga es una película española de comedia y terror protagonizada por el actor Gorka Otxoa y dirigida por Juan Martínez Moreno.

## Sinopsis
En 1910, la marquesa de los Mariño de Arga recibió una maldición por parte de una gitana sentenciada a muerte por la mujer: cuando su hijo varón cumpla 10 años, este se convertirá en hombre lobo. Tras caer la maldición sobre todo el pueblo, los vecinos también se convertirán cada 100 años. 
Un siglo después, Tomás Mariño, (Gorka Otxoa) un escritor fracasado vuelve a Arga para recibir un homenaje sin saber que tal "honor" es ser sacrificado en un ritual en el que debe alimentar a la bestia con su propia sangre para detener la maldición.

## Reparto
| Intérprete                 | Personaje               |
| -------------------------- | ----------------------- |
| Gorka Otxoa                | Tomás Mariño            |
| Carlos Areces              | Calixto                 |
| Secun de la Rosa           | Mario                   |
| Manuel Manquiña            | Evaristo                |
| Luis Zahera                | Sargento Guardia Civil  |
| Mabel Rivera               | Rosa                    |
| Kiko Carracedo             | Cuadrillero de Evaristo |
| Coté Soler                 | Número Guardia Civil    |
| Marcos Ruiz                | Diego                   |
| Roberto Sánchez 'Luna'     | Hombre cuadrilla 1      |
| Tomás Salvadores           | Hombre cuadrilla 2      |
| Antonio Lagares            | Hombre cuadrilla 3      |
| Xosé Manuel Olveira 'Pico' | Dueño bar               |
| Dorotea Bárcena            | Mujer dueño bar         |
| Xulio Lago                 | Ciego                   |
| Cristina Pascual           | Paramédico              |
| Camila Bossa               | Reportera               |
| Charo Sánchez              | Mujer transformación    |
| Tomás Cimadevilla          | Teniente guardia civil  |
| David Aldonza              |                         |
| Arturo Cobas               |                         |
| Javier Concepción          |                         |
| Antonio Delgado            |                         |
| Estebán Fernández          |                         |
| Aitor Ganzúa               |                         |
| Javier López               |                         |
| Óscar Manuel Maroño        |                         |
| José Carlos Martín         |                         |
| Alfonso Medina             |                         |
| Denis Prieto               |                         |
| Ademar Silvoso             |                         |
| Javier Ávila               |                         |

## Producción
El rodaje de Lobos de Arga tuvo lugar durante nueve semanas entre Galicia y Madrid.